# Laizhou
Laizhou (莱州市S, LáizhōuP) è una città-contea della Cina, situata nella provincia dello Shandong e amministrata dalla prefettura di Yantai.